# Seenotrettungsstation Schleswig
Die Seenotrettungsstation Schleswig der Deutschen Gesellschaft zur Rettung Schiffbrüchiger (DGzRS) liegt in der Mitte von Schleswig-Holstein am Binnenende der Schlei. Zur Ausrüstung der Station am Stadthafen von Schleswig gehört ein Seenotrettungsboot (SRB), das für einen Einsatz kurzfristig durch Freiwillige besetzt wird. Bei einem Seenotfall erfolgt die Alarmierung der Retter durch die Zentrale der DGzRS in Bremen, wo die Seenotleitung Bremen (MRCC Bremen) ständig alle Alarmierungswege für die Seenotrettung überwacht.

## Einsatzgebiet

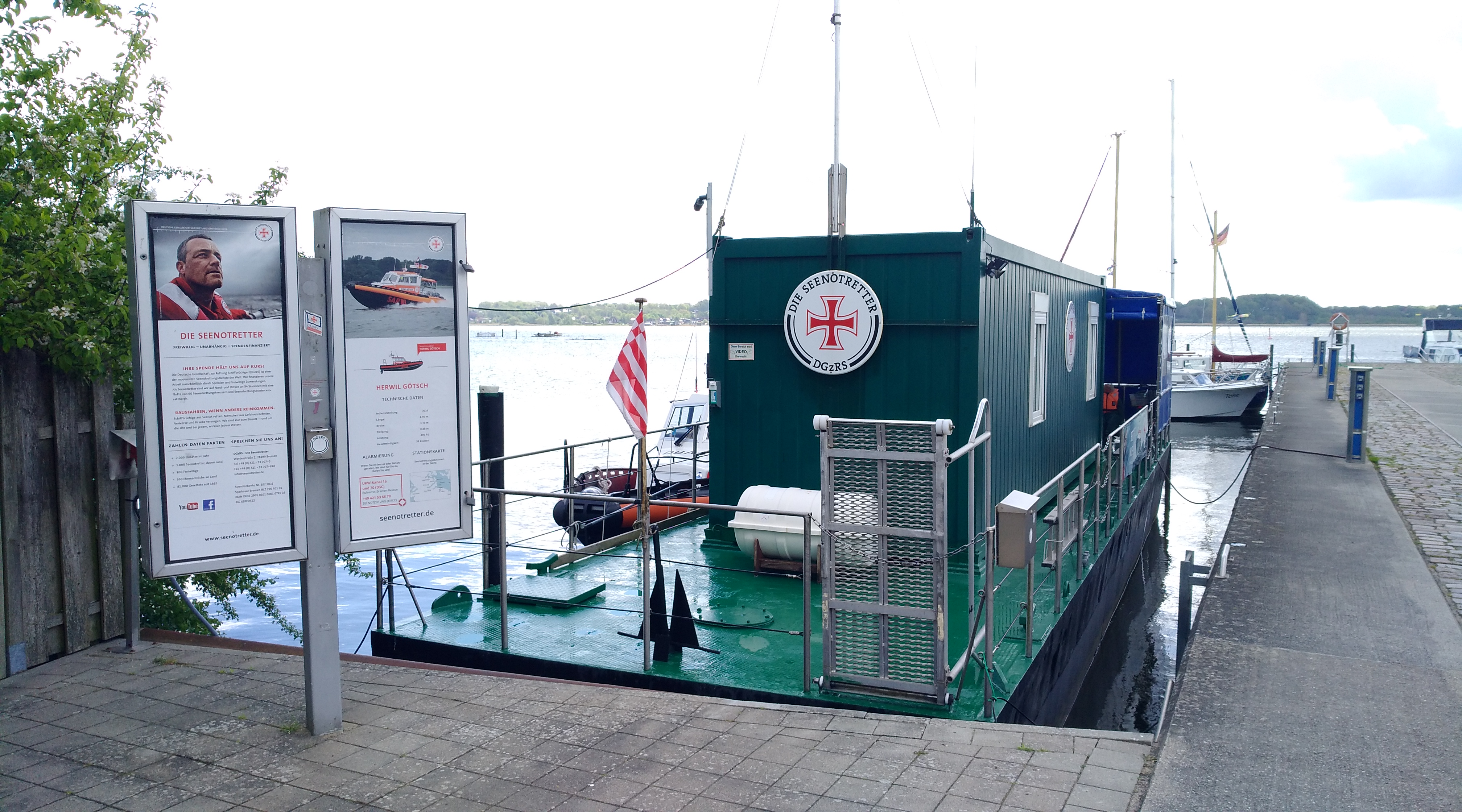
Ponton und Container Station Schleswig

Haupteinsatzgebiet der Retter sind die letzten 10 Kilometer zwischen Missunde und Schleswig, wo sich im breitesten Teil der Förde beliebte Segel- und Ruderreviere befinden. Die Zuständigkeit reicht aber noch weiter in Richtung Ostsee, wo sich das Revier mit der Seenotrettungsstation Maasholm überschneidet. Das viel befahrene Revier ist durch Ausflugs- und Fährverkehr geprägt.

## Rettungseinheit
Mit Gründung der Station 1994 verlegte die DGzRS das Rettungsboot JUIST von der Seenotrettungsstation Juist in den Stadthafen von Schleswig. Das halboffene Boot der zweiten Generation war 1993 auf der Fassmer-Werft in Berne-Motzen gebaut worden und erhielt in Schleswig den Namen WALTER MERZ. Im Jahr 2021 wurde das Boot abgelöst und außer Dienst gestellt.
Im März 2021 traf das neu gebaute SRB 82 der 8,9-Meter-Klasse in Schleswig ein. Es ist ein sehr schnelles und unsinkbares Vollkunststoffboot von der finnischen Werft Arctic Airboats, das ideal für das weite Revier an der Schlei geeignet ist. Aufgrund der Corona-Pandemie konnte es erst am 10. Juli 2021 in Schleswig auf den Namen HERWIL GÖTSCH getauft werden.

## Historie der Seenotrettungsboote
| Stationierung von Seenotrettungsbooten |               |          |                   |                            |         |                      |                              |
| Zeitraum                               | Schiffsname   | Reg.-Nr. | Länge oder Klasse | Anz. Motoren ges. Leistung | Geschw. | vorige Station       | Verlegung nach oder Verbleib |
| 1994 → 1999                            | ELTJE (II)    | KRST 13  | 7-m-Klasse (I)    | 1 → 54 PS                  | 10,0 kn | von Lippe/Weißenhaus | → Schilksee                  |
| 1999 → 2006                            | ARTHUR MENGE  | KRST 24  | 9-m-Klasse        | 1 → 150 PS                 | 15,0 kn | von Langballigau     | ausgemustert                 |
| 2006 → 2021                            | WALTER MERZ   | SRB 38   | 8,5-m-Klasse      | 1 → 220 PS                 | 18,0 kn | von Juist            | ausgemustert                 |
| seit 2021                              | HERWIL GÖTSCH | SRB 82   | 8,9-m-Klasse      | 2 → 400 PS                 | 38,0 kn | Neubau               | auf Station                  |

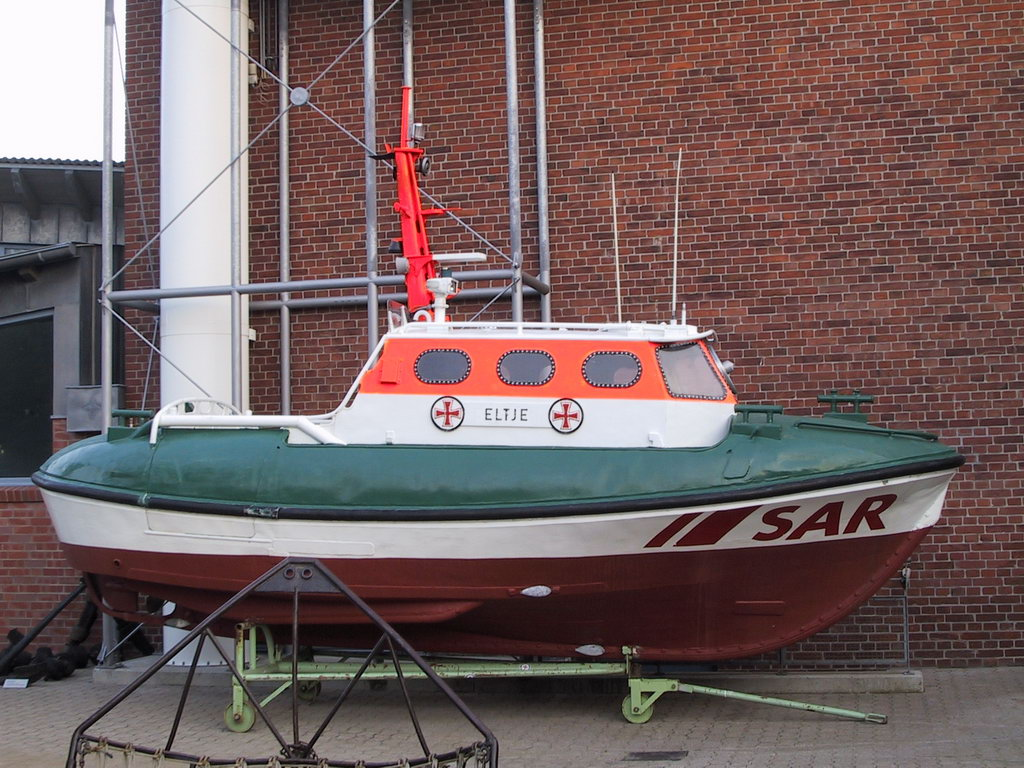
ELTJE (II)
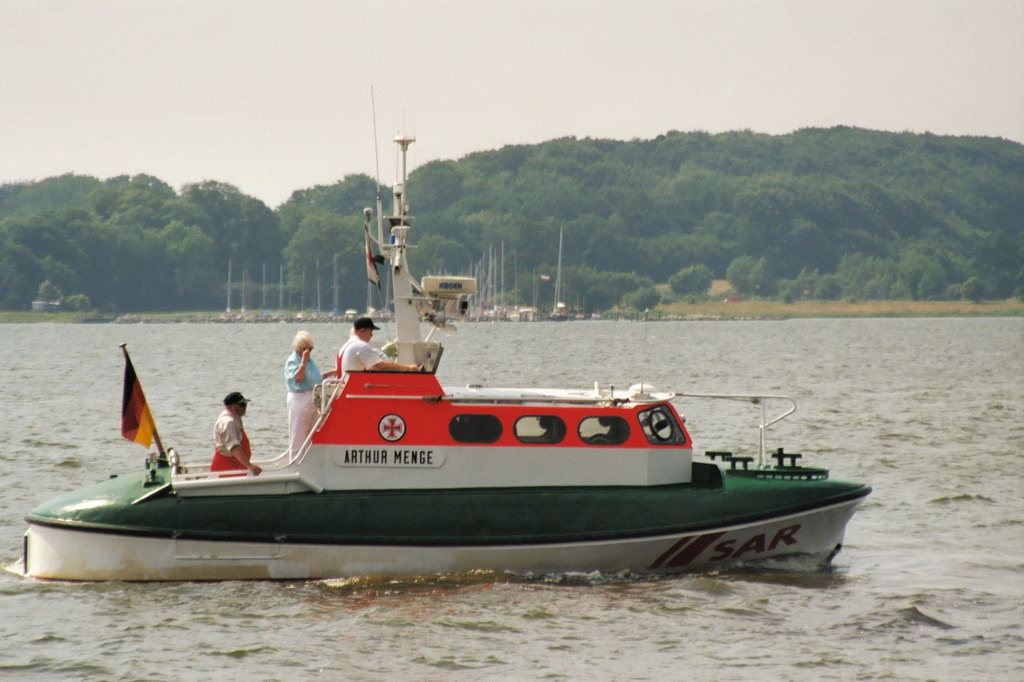
ARTHUR MENGE
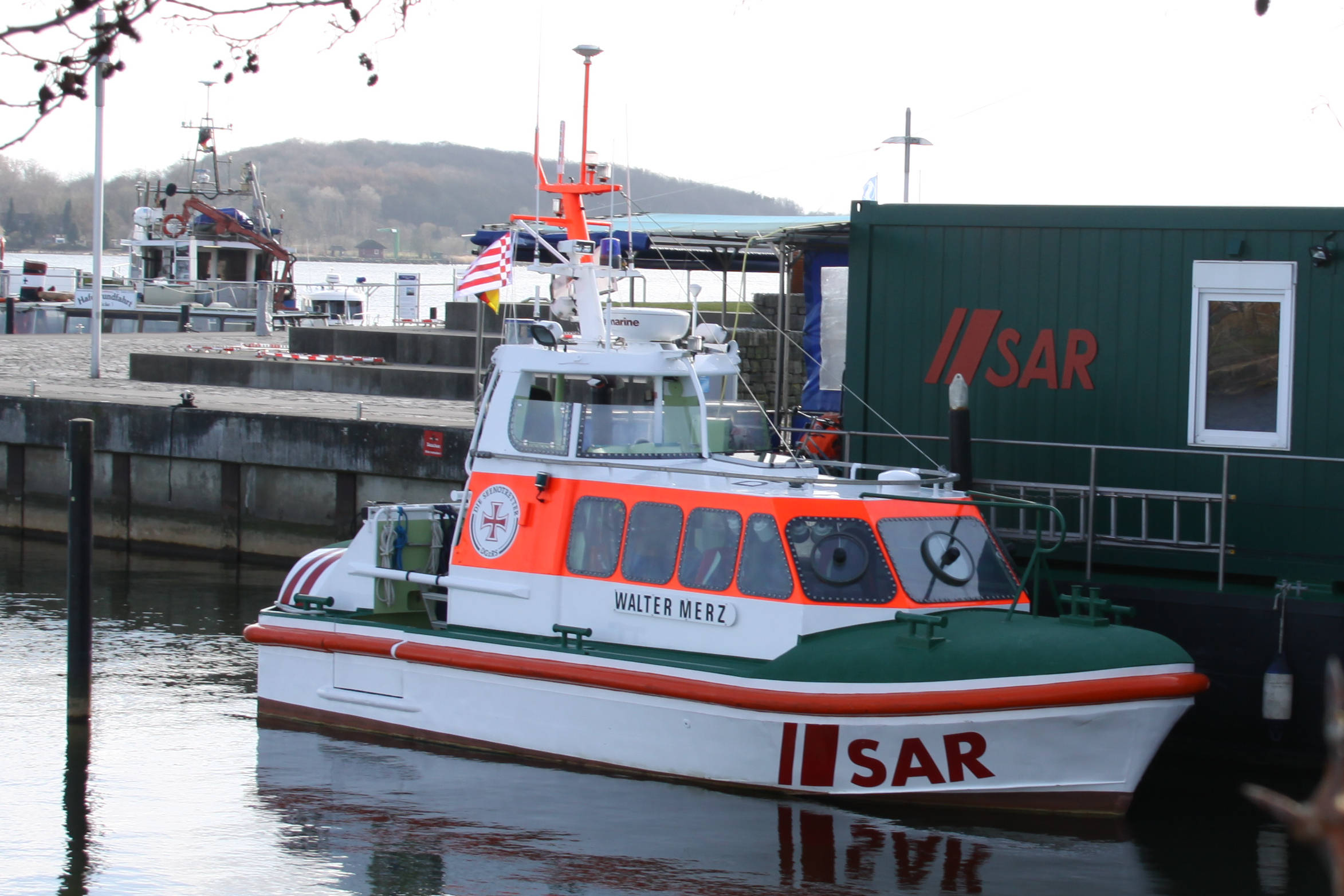
WALTER MERZ